# 말라가시하마
말라가시하마(학명: Hippopotamus laloumena)는 하마과 하마속에 속한 멸종한 포유류 동물로, 플라이스토세와 홀로세에 이르러 존속했으며 마다가스카르의 토착종이었다. 같은 지역에 분포했던 난쟁이하마와 마다가스카르난쟁이하마와는 달리 가장 이른 시기인 플라이스토세에 나타난 것으로 보인다. 마다가스카르의 하마 3종 가운데 가장 크기가 컸으나, 하마보다는 왜소했다.